# Africallagma glaucum
Africallagma glaucum là một loài chuồn chuồn kim thuộc họ Coenagrionidae. Loài này có ở Botswana, Gabon, Ghana, Kenya, Malawi, Mozambique, Namibia, Nigeria, Réunion, Nam Phi, Tanzania, Uganda, Zambia, Zimbabwe, và có thể cả Burundi. Môi trường sống tự nhiên của chúng là vùng cây bụi khô khu vực nhiệt đới hoặc cận nhiệt đới, vùng cây bụi ẩm khu vực nhiệt đới hoặc cận nhiệt đới, đồng cỏ khô nhiệt đới hoặc cận nhiệt đới vùng đất thấp, đầm lầy, hồ nước ngọt có nước theo mùa, đầm nước ngọt có nước theo mùa, và suối nước ngọt.